# Кирксена
Кирксена (нем. Cirksena) — знатный фризский род из Гретзиля, который правил графством Восточная Фризия со столицей в Эмдене на протяжении 300 лет — с середины XV века до 1744 года.

## Происхождение имени
Антропоним Кирксена имеет фризское происхождение и до сих пор распространен как фамилия в Восточной Фризии. Он, вероятно, восходит к древнему имени Tzirk („Cirk“). 

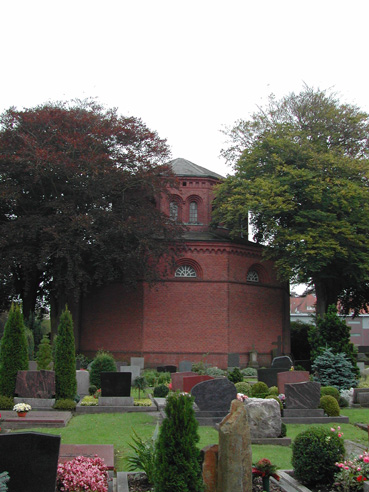
Усыпальница восточнофризских монархов в Аурихе

## История дома
Дом Кирксена происходит от племенных вождей Фрисландии, которые сплотили вокруг себя основные кланы в рамках «Свободного союза семи восточнофризских земель». Деятельность союза была направлена против Фокко Укены, который после свержения клана том Брок пытался захватить власть над всей Восточной Фризией.
Энно Эдцардисна (около 1380 — около 1450), сын вождя Эдцарда (II) из Аппингена-Гретзиля и его супруги Доды том Брок, был восточнофризским вождём Нордена, Гретзиля, Берума и Пильзума. Он и его сыновья Эдцард и Ульрих играли главную роль в Свободном союзе семи восточнофризских земель. Энно считается инициатором претензии дома Кирксена на власть над всей Восточной Фризией — которую в конечном итоге его сын Ульрих и получил официально в 1464 году, вместе с титулом имперского графа.
Первая жена Энно не задокументирована. Во второй же раз он женился на Геле Сярдсне из Манслагта (ум. 1455), дочери могущественного вождя Аффо(Каббо) Бенинга из Пилсума. После того, как единственный сын Гелы от первого брака, вождь Людвард Сярдсна ("Сырца") Берума умер без наследника в середине 1430-х годов, Гела и ее племянница Фраува Сярдсна ("Сирцена") были единственными наследниками семьи Сярдсна (Syardsna; варианты записей: Sydzena, Sirtzena, Syrtza,к Zyertza). Энно воспользовался этой возможностью. Его сын Эдцард от первого брака женился на Фрауве Сярдсне, и Энно и Эдцард приняли фамилию и герб своих жен, чтобы подчеркнуть преемственность. Эдцард, вероятно, был первым, кто писал свою фамилию как Cirksena — что впоследствии и переняли все потомки клана.
Второй сын Энно, Ульрих, мать которого была последней представительницей и наследницей клана Сярдсна/Кирксена, а жена — внучкой Фокко Укены, также принял фамилию матери, и в 1464 году получил от императора Фридриха III Габсбурга соизволение наименоваться графом Восточной Фризии. По соглашению с торговым людом Гамбурга он перенёс свою столицу из Нордена в крупный порт Северного моря — Эмден.
Через два года Ульрих умер, и графский титул унаследовал его малолетний сын Энно. Возмужав, он отправился с братом на паломничество в Святую Землю. Тем временем его сестра вопреки воле матери сбежала в Фридебург к своему возлюбленному, Энгельману фон Хорстелю. Энно в 1491 году поехал за сестрой во Фридебург, но по пути провалился под лёд и утонул.

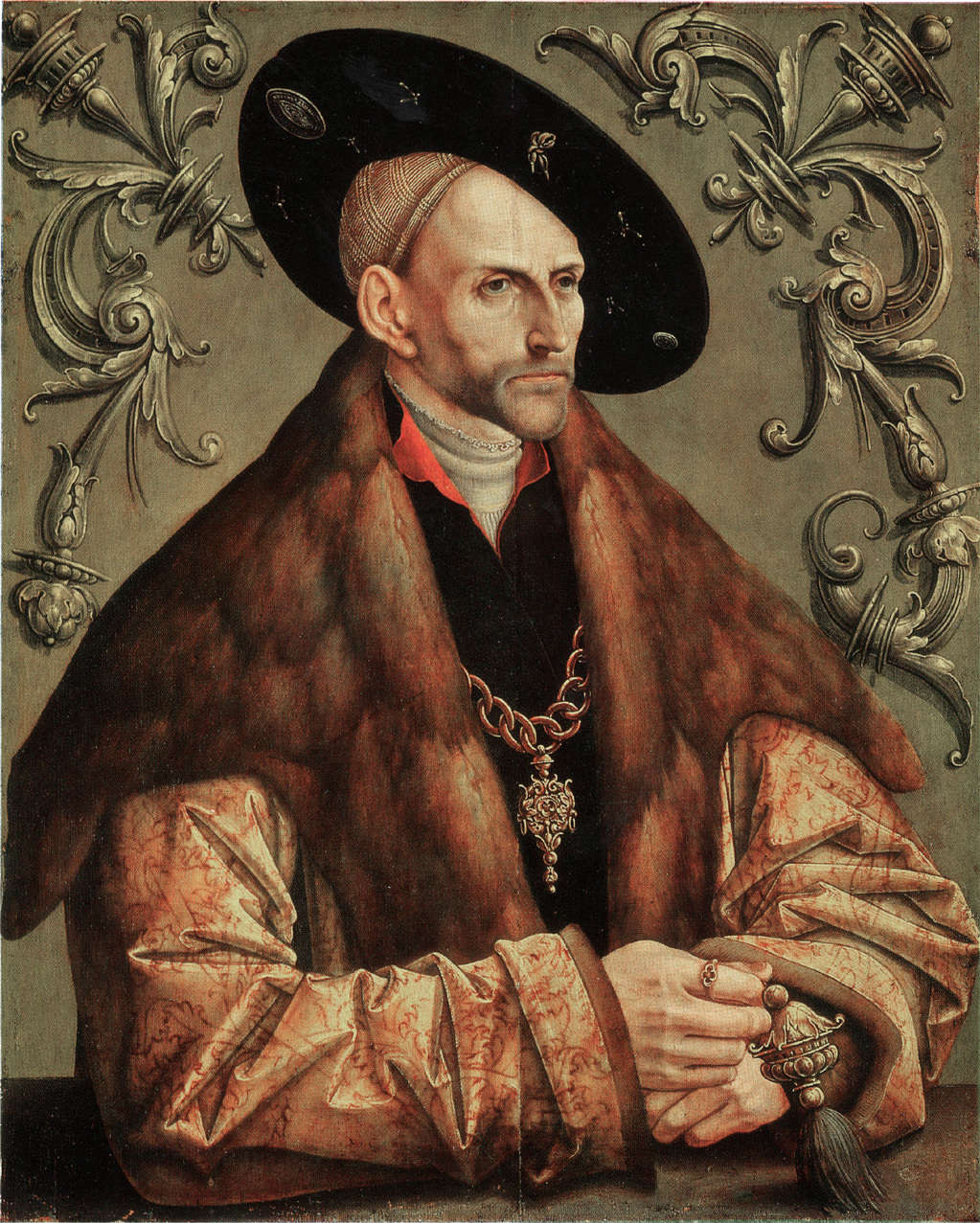
Эдцард Великий

Следующим правителем был его брат, Эдцард I Великий (1462—1528). Он поддерживал дело Реформации, систематизировал обычное право фризов, стал чеканить монету и упорядочил законы престолонаследия. Когда император Максимилиан передал всю Фризию в управление Георгу Бородатому, Эдцард I отказался признать это решение, в чём был поддержан Гронингеном. Император объявил Эдцарда вне закона и отрядил имперских воинов на завоевание Фризии. Смерть Максимилиана положила конец этому конфликту.
Эдцард расширил владения Восточнофризского дома путём брака с дочерью последнего графа Ритбергского. До 1687 года младшая (католическая) ветвь Кирксена сохраняла владение этим вестфальским графством. Гундакар фон Лихтенштейн, первый князь этого рода, вступая в брак с дочерью Энно III, рассчитывал прибавить к своим землям Ритберг. В память об этом союзе на гербе Лихтенштейна красуется перекрашенная в чёрный цвет золотая гарпия — геральдический знак рода Кирксена.
В надежде закрепить за своими сыновьями владение Евером граф Эдцард пообещал женить их на дочерях местного феодала. Сын и наследник Эдцарда, Энно II (1505-40), однако, ослушался воли отца и взял в жёны Анну Ольденбургскую. Он энергично конфисковывал церковные имущества на своих владениях и распространял на них феодальные порядки. Его попытки ограничить традиционную фризскую свободу натолкнулись на сопротивление свободолюбивых соотечественников.

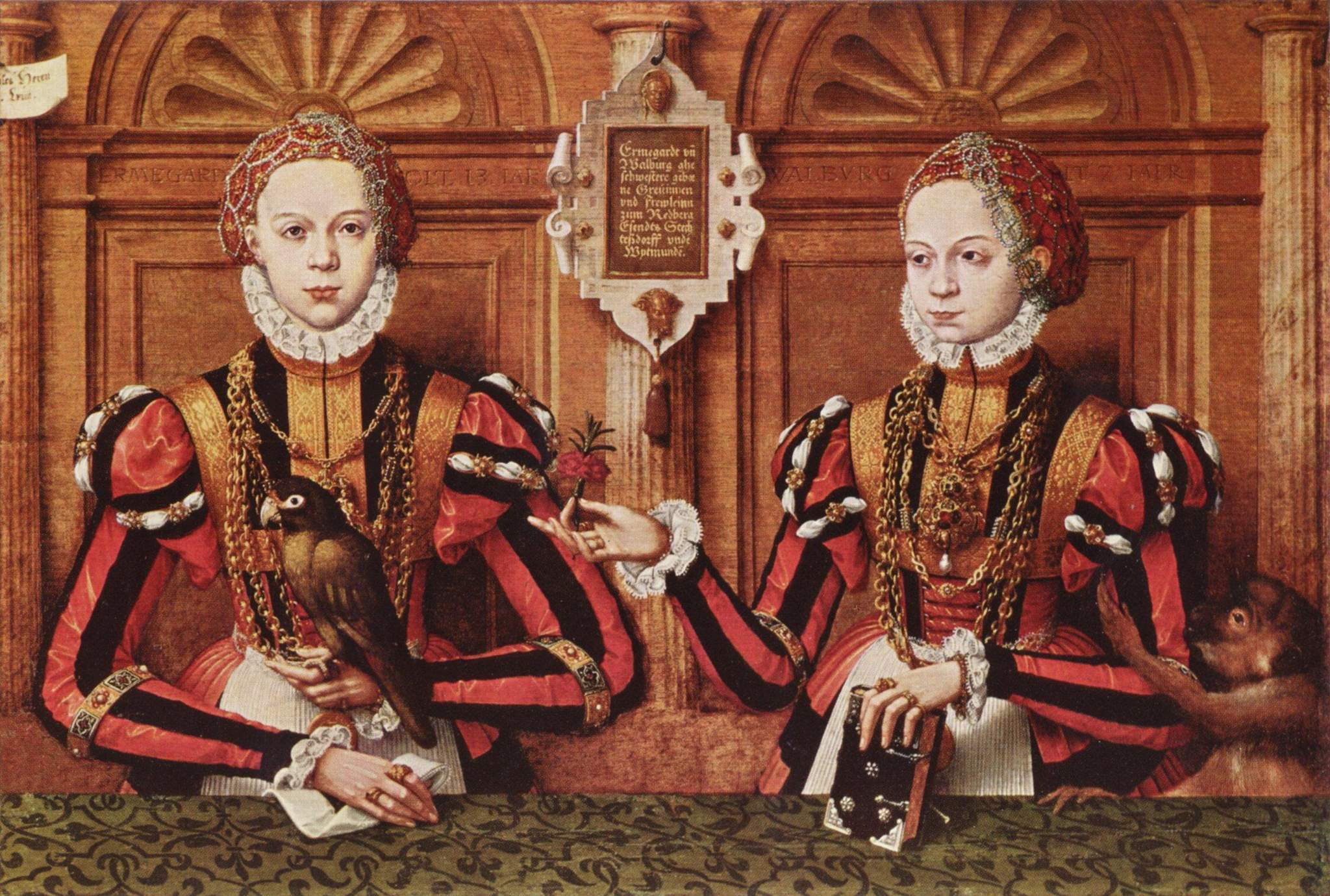
Сёстры графини Ритбергские (1564)

Младший сын Эдцарда женился на внебрачной дочери императора Максимилиана, получив в качестве приданого Валкенбюрг и Далем в Испанских Нидерландах. Их потомки ещё в начале XVII века проживали на территории современной Бельгии, будучи сопричислены к верхушке католической аристократии.
После смерти Энно II фризами правила на правах регентши Анна Ольденбургская. Она устроила брак своего сына Эдцарда II с дочерью шведского короля Густава Вазы. Впоследствии шведская принцесса сменила Анну в качестве регента Фрисландии. Правление Эдцарда II (1532-99) ознаменовалось потерей Эмдена. Кальвинистское большинство горожан взбунтовалось против правителя-лютеранина и нашло поддержку в кальвинистских Соединённых провинциях.
Граф Энно III (1563—1625) вынужденно правил графством из Ауриха. Его попытка силой взять Эмден вылилась в затяжной вооружённый конфликт с голландцами (см. Эмденская революция). Женой его была дочь голштинского герцога Адольфа. Политические неудачи Энно III предопределили падение могущества Восточнофризского дома. Тем не менее его внук в 1654 году первым в роду вошёл в число имперских князей. Его наследники удержали за собой княжеский титул, хотя Восточная Фризия оставалась графством.
Последний представитель рода, князь Карл Эдцард Ост-Фрисландский, по возвращении с охоты в мае 1744 года выпил стакан простокваши и через несколько дней скончался. Детей у него не было. Восточную Фризию захватил прусский король Фридрих II, несмотря на протесты Ганноверской династии. Последняя смогла получить владение Эмденом лишь по условиям Венского мира (1815).
|                                              |  |                               |  |                        |
| Эмден, столица Восточной Фризии, в 1575 году |  | Макет замка Кирксена в Аурихе |  | Замок Ульриха I в Хаге |